# 伊藤沙耶
伊藤 沙耶（いとう さや、1992年8月6日 - ）は福島県出身の女性ファッションモデル。元アミューズ所属。

## 略歴
2005年にローティーン向けファッション雑誌『ニコラ』（新潮社）の第9回モデルオーディションでグランプリを獲得し、同年11月号より専属モデル（ニコモ）として活動していた。2009年5月号で卒業。2009年5月号現在の同誌の表紙起用回数は9回。内1回が単独での起用。

## 人物
- 可愛らしい格好が好きで、リボンアイテムをいっぱい持っている。しかしニコモになる前は、迷彩柄なども着ていた。
- 同じニコモである寺本來可、高屋敷彩乃、野崎夏帆と仲が良く、Ffourというグループを自己結成している。
- 太りやすい体質だがそれに負けず、美容系の本を読んだりダイエットをしたりしているほど、美容には気を遣っている。

## 出演

### CM・広告
- サン宝石　fancy pocket girls カタログ、雑誌広告

### TV
- ベッキーズスクール（NHK総合、2007年8月18日）

### 雑誌
- 「ニコラ」（新潮社、2005年11月号 -2009年5月号）専属モデル